# アルタの岩絵
アルタの岩絵はノルウェー最北部、フィンマルク県のアルタにある先史時代の岩絵（ペトログリフ）群をいう。1985年にユネスコの世界遺産に登録された。公益社団法人日本ユネスコ協会連盟のように、「アルタのロック・アート」と呼ぶ場合もある。

## 概要

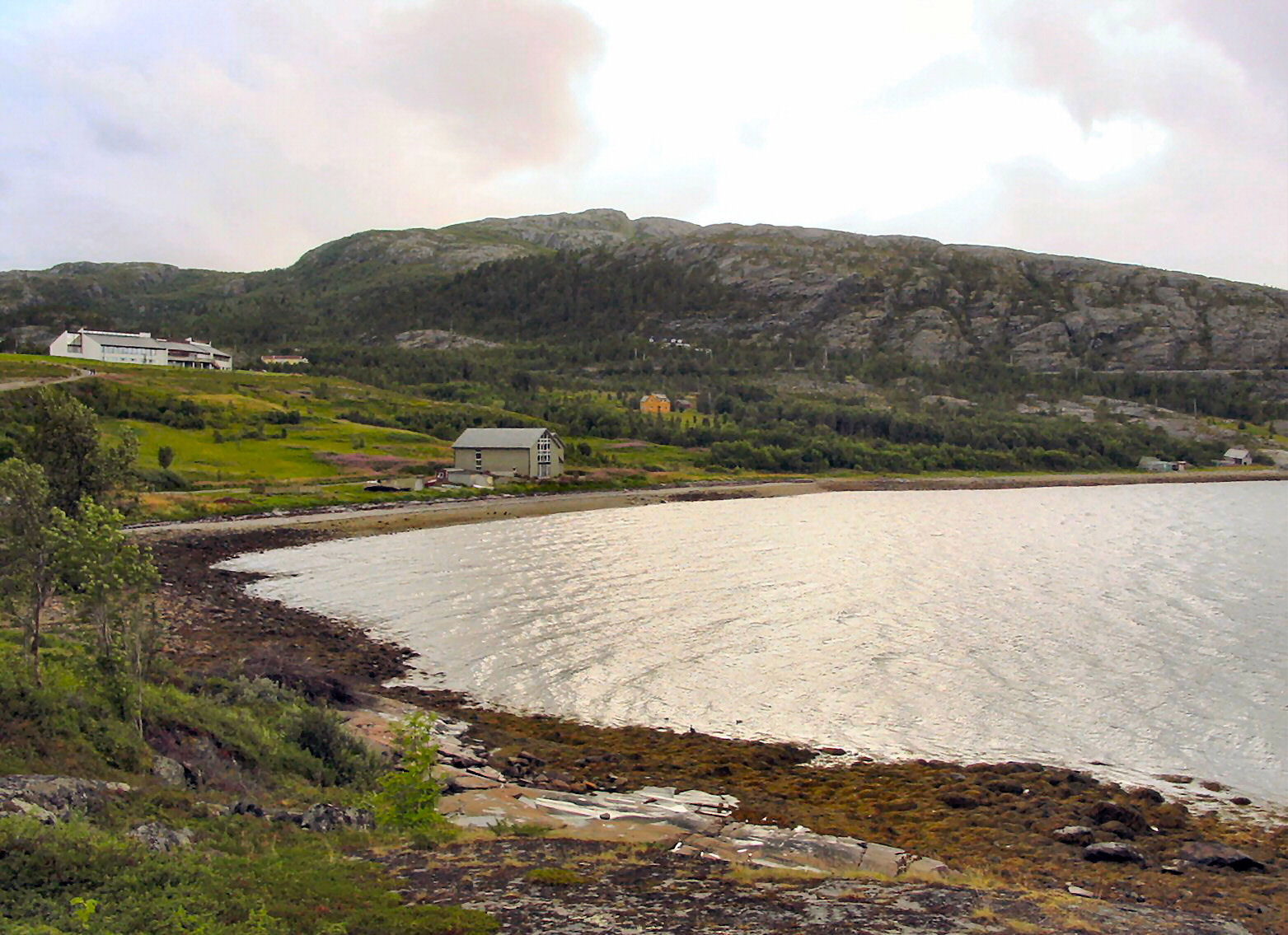
岩絵のある海岸線。
左手奥にはアルタ博物館がある。

アルタの岩絵は、紀元前4200年から500年頃までに狩猟・漁撈民によって描かれた岩面刻画および岩陰彫刻群で、花崗岩の岩盤の上に刻まれたものである。これまでにおよそ20 - 40cm大のものが5000点以上発見された。
北欧およびロシア北部に見られる極北美術の出土例の1つとなっている。
海岸線の隆起によって制作年代の古いものほど高い位置に、新しいものほど低い位置に描かれている。 モチーフとなっているのは、トナカイをはじめ、ヘラジカ、クマなど北極圏に生息する動物たちとそれを追って狩りをする人々、舟を出して魚を獲る人々などである。
登録エリアのうち、最も大きなヒェメルフト／イープマルオクタ地区（50.09ha）にある岩絵はアルタ博物館で一般公開されている。冬季は降雪により見ることができない。

## 登録経緯
1972年秋以来、アルタ市内の5つの地区で岩絵が発見され、1984年12月28日にこれら5つの登録エリアを文化遺産とする申請が行なわれた。正式登録はその翌年の1985年である。
1991年、アルタの岩絵群を常設展示の中心とするアルタ博物館が設立される。2004年、岩絵群損傷の報告を受け、世界遺産委員会はノルウェー当局に被害の調査および保護のための措置を求めた。 同年の報告によると、入場者数は68,320人でゆるやかに増加している。

## 登録名称
2006年7月に英語での登録名称がそれまでの "Rock Drawings of Alta" から "Rock Art of Alta" に変更された。あわせてフランス語登録名も "les Sites d'art rupestre d'Alta" から "Art rupestre d'Alta" へと若干修正された。

## ギャラリー

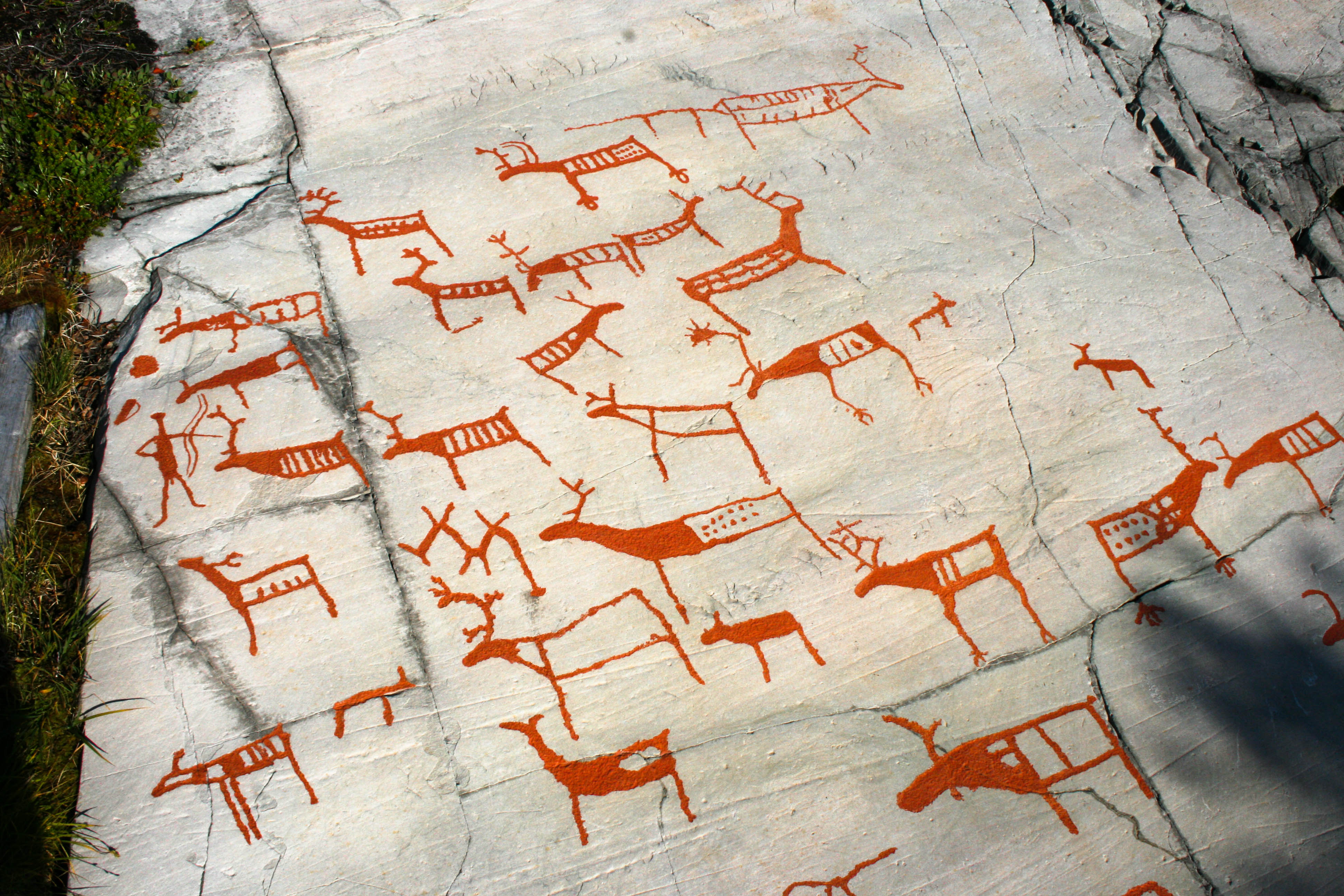
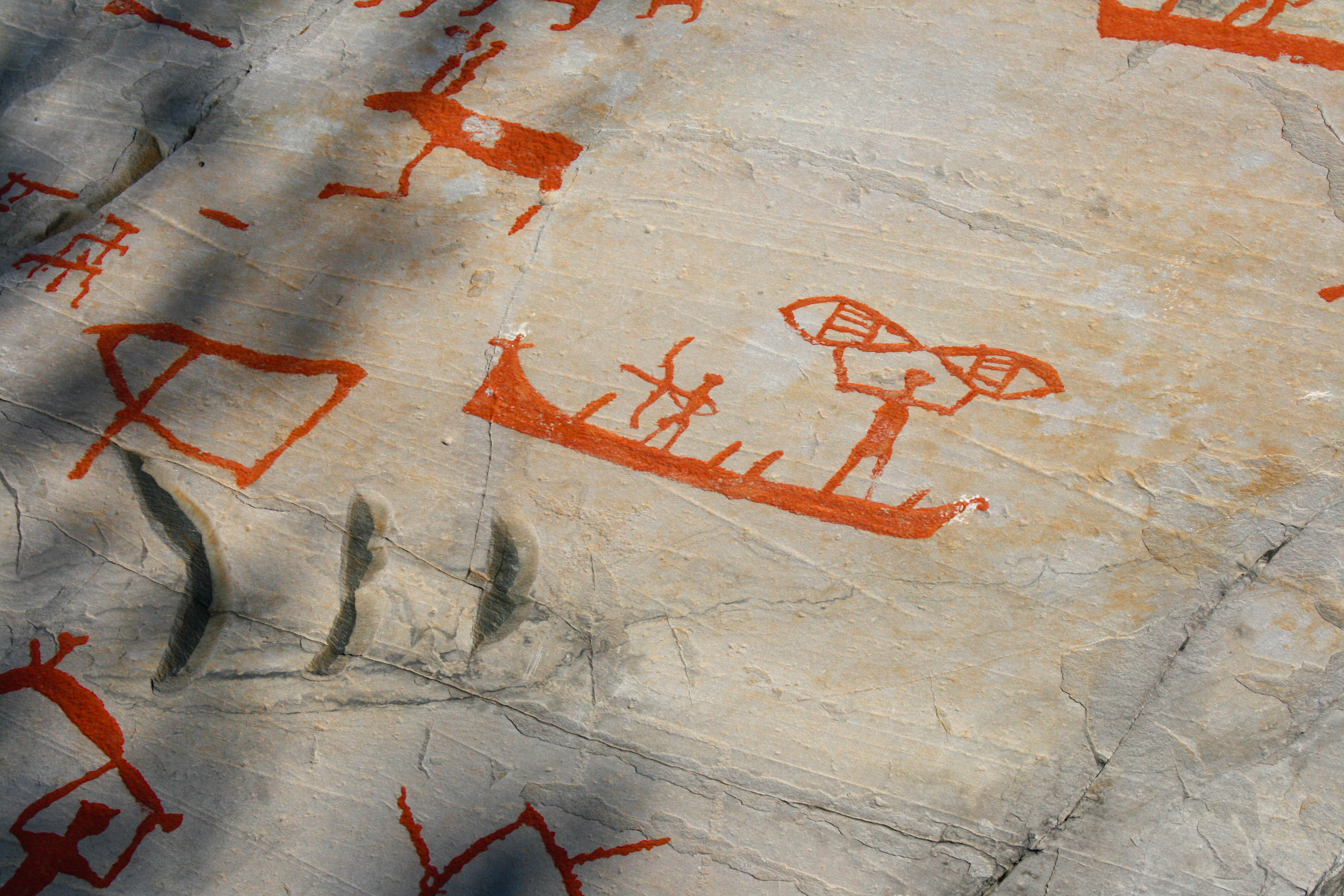
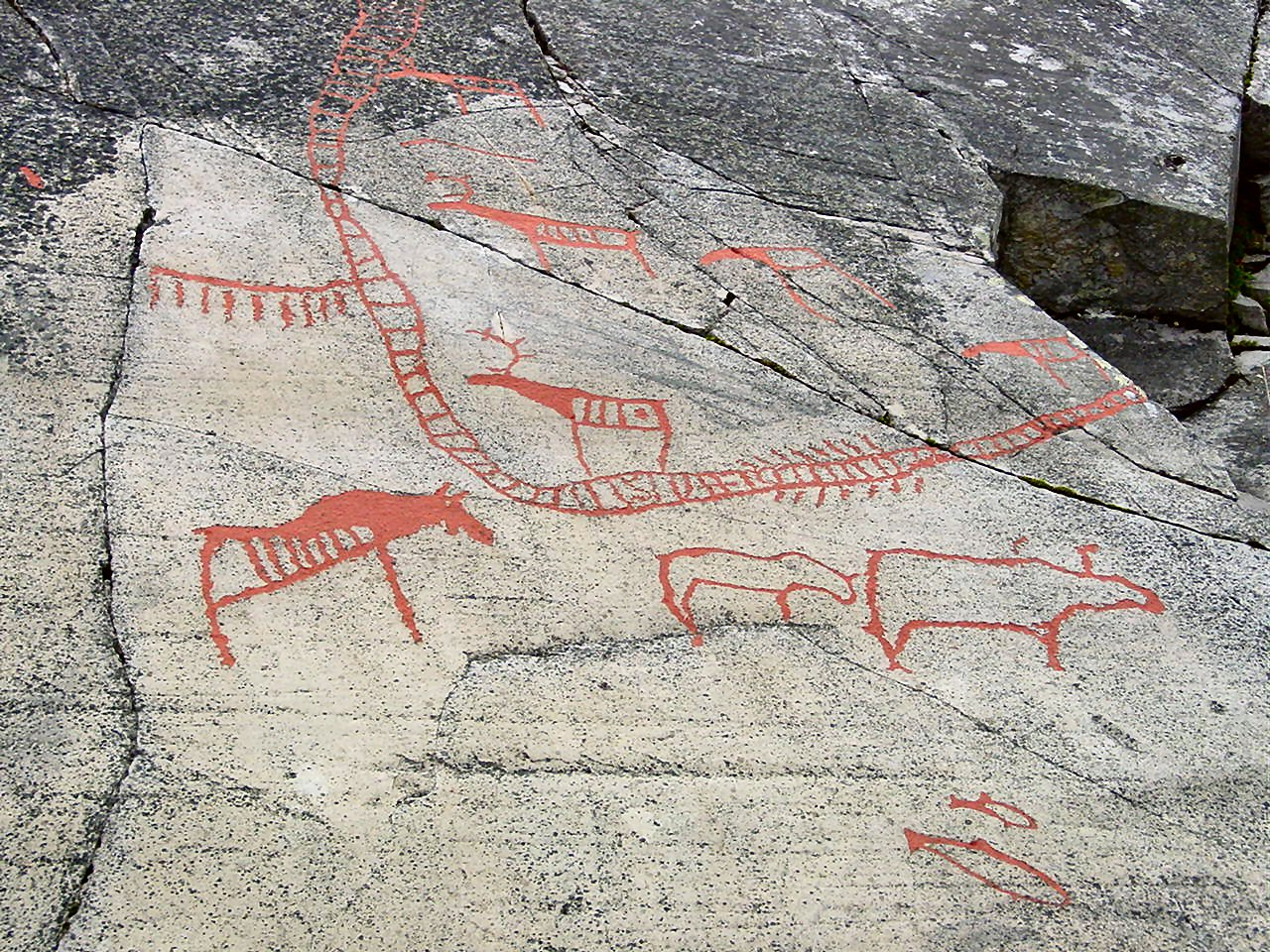
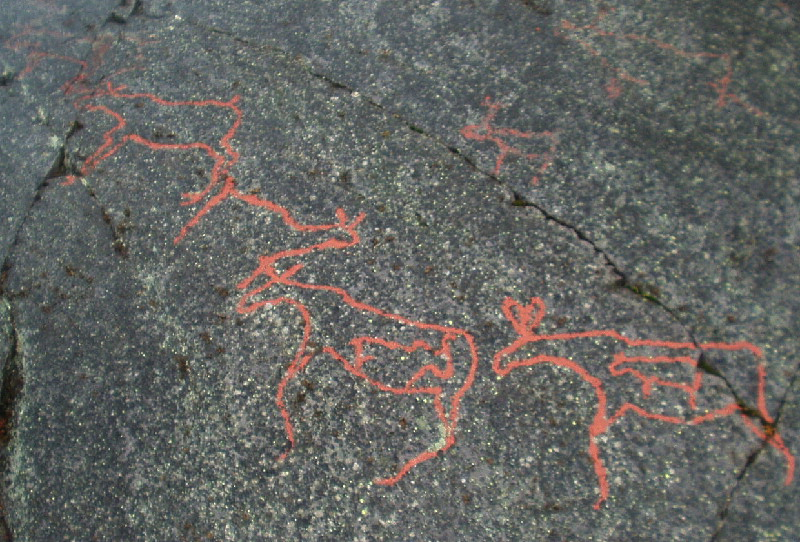
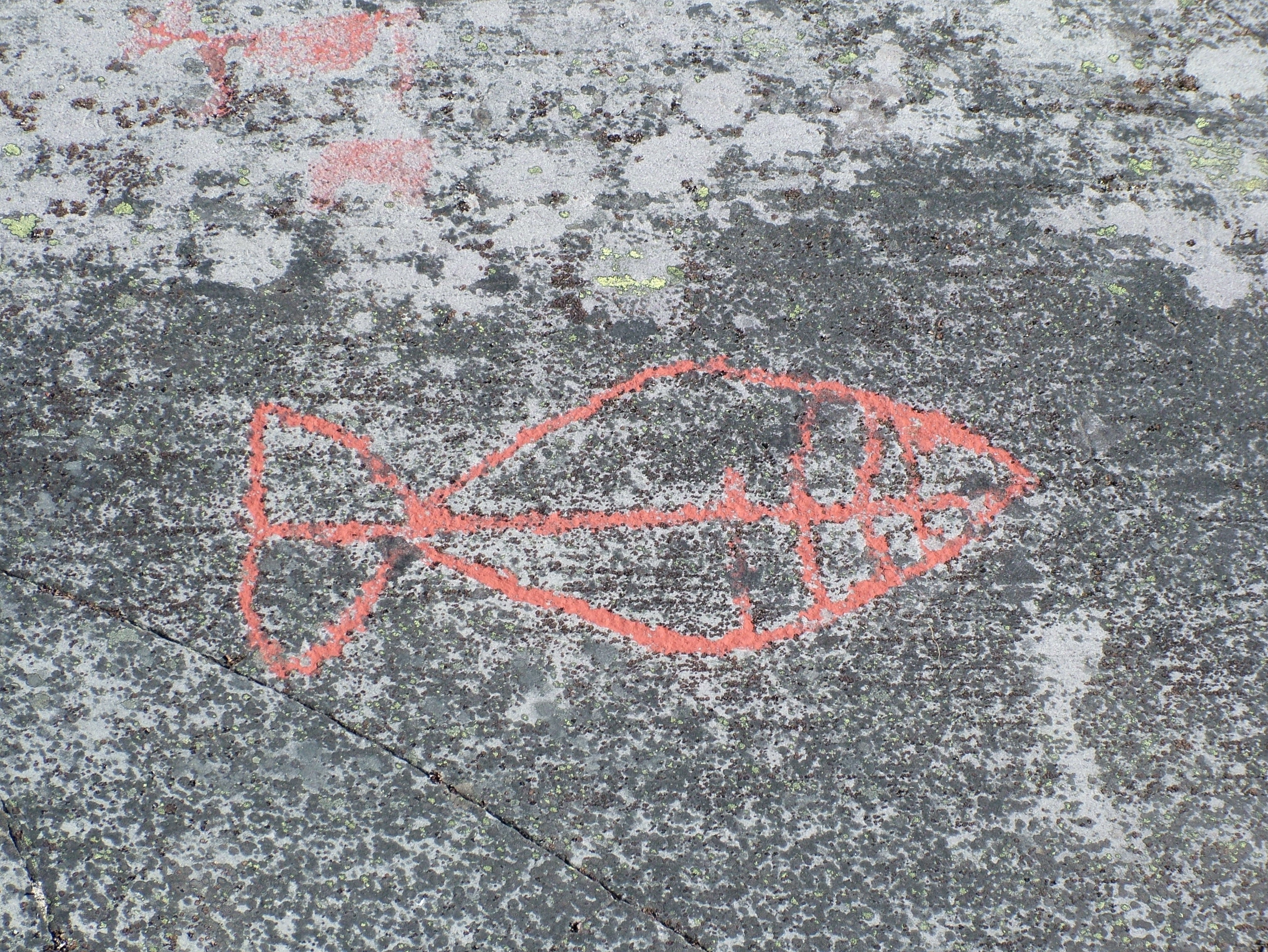

## 登録基準
この世界遺産は世界遺産登録基準のうち、以下の条件を満たし、登録された（以下の基準は世界遺産センター公表の登録基準からの翻訳、引用である）。
- (3) 現存するまたは消滅した文化的伝統または文明の、唯一のまたは少なくとも稀な証拠。

## 註
1. ↑  Directorate for Cultural Heritage. “The Rock Art of Alta” (英語). 2007年6月16日閲覧。
2. ↑  青柳正規監修「アルタの岩絵」『ビジュアル・ワイド世界遺産』小学館、2003年、p.317.
3. ↑  United Nations World Heritage Committee (2004年10月29日). “Decisions Adopted at the 28th Session of the World Heritage Committee (SUZHOU, 2004)” (英語). 2007年6月16日閲覧。 被害は落書きやモトクロスによるもの。対策としてパトロールの強化が求められている。
4. ↑  United Nations World Heritage Committee. “Periodic Reporting: (Cycle 1) Section II: Rock Art of Alta” (英語). 2007年6月16日閲覧。
5. ↑  United Nations World Heritage Committee. “Changes to Names of Properties (Rock Art of Alta)” (英語). 2007年6月16日閲覧。
6. ↑  United Nations World Heritage Committee. “Changement de nom du bien (Art rupestre d'Alta )” (フランス語). 2008年11月10日閲覧。